# Michael George McGovern
Michael George McGovern (Evergreen Park, 1 de julho de 1964) é um prelado americano da Igreja Católica Romana. Ele serviu como bispo da Diocese de Belleville em Illinois desde 2020. Em 31 de março de 2025, ele foi nomeado Arcebispo de Omaha.

## Biografia

### Vida pregressa
Michael McGovern nasceu em Evergreen Park, Illinois, em 1º de julho de 1964, filho de Joseph e Eleanor McGovern. Ele cresceu no bairro de Beverly, em Chicago, e frequentou a Christ the King Grammar School. McGovern então entrou no St. Ignatius College Prep em Chicago, servindo como leitor lá e na igreja de sua família.
McGovern entrou na Loyola University Chicago em 1982, onde obteve o título de Bacharel em Teologia Sagrada em 1986. Depois de trabalhar por quatro anos, McGovern decidiu entrar para o sacerdócio. Ele se matriculou na University of Saint Mary of the Lake em Mundelein, Illinois em 1990. McGovern recebeu o título de Bacharel em Teologia pela Saint Mary em 1993 e o título de Mestre em Divindade em 1994.

### Sacerdócio
Em 21 de maio de 1994, o cardeal Joseph Louis Bernardin ordenou McGovern ao sacerdócio da Arquidiocese de Chicago na Catedral do Santo Nome em Chicago. Após sua ordenação, a arquidiocese designou McGovern como pastor associado nas seguintes paróquias de Illinois:
- Rainha do Universo em Chicago (1995 a 1998)
- St. Mary em Lake Forest, Illinois (1998 a 1999).

Também em 1998, o cardeal Francis George nomeou McGovern como chanceler associado da arquidiocese.
McGovern deixou St. Mary em 1999 para servir como vice-chanceler, depois em 2000 como delegado do arcebispo para padres externos e internacionais. Em 2003, a arquidiocese o designou como pastor associado da Paróquia de St. Juliana. McGovern foi nomeado pastor da Paróquia de St. Mary em 2004, permanecendo nessa posição pelos próximos 12 anos.
Além de seu serviço em St. Mary, o Cardeal George nomeou McGovern como reitor do Deanery 1-A. Em 2013, ele se tornou membro do conselho de St. Ignatius. McGovern foi transferido de St. Mary para servir como pastor da Paróquia de St. Raphael the Archangel em Old Mill Creek, Illinois em 2016. O Cardeal Blase Cupich o nomeou vigário interino da arquidiocese em fevereiro de 2020.

### Bispo de Belleville
Em 3 de abril de 2020, o Papa Francisco nomeou McGovern como bispo de Belleville. Sua consagração ocorreu em 22 de julho de 2020, na Catedral de São Pedro em Belleville. Seu principal consagrador foi o Cardeal Blase Joseph Cupich, com os Bispos George J. Rassas e Edward Braxton servindo como co-consagradores.
Em 27 de outubro de 2020, McGovern removeu o reverendo Anthony Onyango de seu cargo de administrador de duas paróquias, citando uma alegação de "comportamento impróprio" com um menor.
Em julho de 2022, McGovern anunciou planos de vender a residência do bispo; ele se mudaria para um espaço mais modesto na reitoria da Catedral de São Pedro. Os lucros subsidiariam vários ministérios e instituições de caridade, incluindo um fundo para gestantes e crianças.
Em 31 de março de 2025, o Papa Francisco nomeou McGovern como arcebispo de Omaha.